# Black Cherry
Black Cherry è il secondo album del gruppo musicale inglese dei Goldfrapp.
Il disco segna una svolta nello stile del gruppo: dalle melodie fantasiose ed epiche di Felt Mountain si passa ora ad un misto pop di electro-clash, trip hop e techno. I più famosi singoli estratti sono Train e Strict Machine, quest'ultima utilizza anche in uno spot pubblicitario di Armani e come parte della colonna sonora del film Miami Vice del 2006.

## Tracce
Tutti i brani sono testo e musica di Alison Goldfrapp e Will Gregory, tranne dove indicato.
1. Crystalline Green – 4:28
2. Train – 4:11
3. Black Cherry – 4:56
4. Tiptoe – 5:10
5. Deep Honey – 4:01
6. Hairy Trees – 4:37
7. Twist – 3:33
8. Strict Machine – 3:52 – (Alison Goldfrapp, Will Gregory, Nick Batt)
9. Forever – 4:15
10. Slippage – 3:55

## Formazione
- Alison Goldfrapp – voce
- Will Gregory – tastiere, strumenti vari